# Emmie Charayron
Emmie Charayron (Lyon, 17 de enero de 1990) es una deportista francesa que compitió en triatlón. Ganó tres medallas en el Campeonato Europeo de Triatlón entre los años 2011 y 2016.

## Palmarés internacional
| Campeonato Europeo | Campeonato Europeo  | Campeonato Europeo | Campeonato Europeo |
| Año                | Lugar               | Medalla            | Prueba             |
| ------------------ | ------------------- | ------------------ | ------------------ |
| 2011               | Pontevedra (España) | Medalla de oro     | Individual         |
| 2012               | Eilat (Israel)      | Medalla de bronce  | Individual         |
| 2015               | Ginebra (Suiza)     | Medalla de oro     | Relevo mixto       |